# Max Freymadl
Max Freymadl (* 18. September 1900 in Pfaffenhausen; † 30. Dezember 1952) war ein deutscher Marineoffizier der Reichsmarine und Kriegsmarine, zuletzt Kapitän zur See.

## Leben
Max Freymadl trat im Januar 1918 als Seekadett in die Kaiserliche Marine ein. Bis Juni 1918 war er zur Ausbildung an der Marineschule und auf der Freya. Anschließend war er bis Kriegsende auf der König.
Nach dem Krieg wurde er in die Reichsmarine übernommen und wurde hier am 21. Februar 1920 Fähnrich zur See. Es folgten seine Beförderung zum Leutnant zur See (am 1. April 1922) und zum Oberleutnant zur See (am 1. April 1925). 1930 war er Kommandant vom Führungsbootes M 113  bei der 1. Minensuchhalbflottille in Kiel und dann 1931 in der gleichen Flottille von M 146.
Am 1. Oktober 1936 zum Korvettenkapitän befördert, wurde er in der Kriegsmarine im selben Jahr zur Ausbildung an die Marineakademie nach Kiel kommandiert. Ende April 1937 übernahm er die Position des Dritten Admiralstabsoffiziers im Stab des Kommandierenden Admirals der Marinestation der Ostsee in Kiel von Fregattenkapitän Friedrich Ruge.
Von November 1938 bis zur Umbenennung im August 1940 war er Dritter Admiralstabsoffizier des Marinegruppenkommandos Ost. Anschließend war er bis Februar 1943 Erster Admiralstabsoffizier beim Marinegruppenkommando Nord, welches aus dem Marinegruppenkommando Ost im August 1940 hervorgegangen war. Am 1. April 1942 wurde er Kapitän zur See. In Vertretung war er von August 1942 bis Dezember 1942 Chef des Stabes des Marinegruppenkommandos Nord.
Am 1. Februar 1943 wurde er mit dem Deutschen Kreuz in Gold ausgezeichnet. Nachdem der Kommandeur der 2. Sicherungs-Division verwundet worden war, wurde Freymadl im Februar 1943 deren Kommandeur und blieb dies bis April 1944. Anschließend war er bis Kriegsende Chef des Stabes beim Kommandierenden Admiral Skagerrak. Am 7. Mai 1945 traf er mit Vizeadmiral Leo Kreisch, Führer der Zerstörer, und Kapitän zur See Waldemar von Fischer, Kommandant der Seeverteidigung dänische Inseln, zusammen, um die Kapitulationsbedingungen zu diskutieren, da die deutschen Verantwortlichen der Kriegsmarine in diesem Bereich sich nicht den Dänen, sondern den Briten ergeben wollten.
Nach dem Krieg wurde er in den Deutschen Minenräumdienst übernommen und führte die am 21. August 1945 eingerichtete 3. Minenräumkommandos (DMRK) mit Einsatzgebiet in Dänemark und Stützpunkt in Kopenhagen, später Frederikshavn. Dem Kommando war die 3. Minenräumdivision (Kopenhagen, Ende 1945 in Frederikshavn) unterstellt. Es war das einzige DMRK im Deutschen Minenräumdienst, welches nicht in Deutschland stationiert war. Im April 1946 wurden die drei DMRKs aufgelöst und Freymadl übernahm bis zur Auflösung die 3. Minenräumdivision. Mit der Auflösung der 3. Minenräumdivision Mitte Oktober 1946 wurde er aus dem Dienst entlassen. Er starb 1952.